# 硼酸鹽礦物
硼酸鹽礦物是含有硼酸根陰離子團的礦物。硼酸鹽（BO3）單元可以聚合，類似於矽酸鹽礦物類的SiO4單元。這會產生B2O5、B3O6、B2O4陰離子以及更複雜的結構，包括氫氧根或鹵素陰離子。[B(O,OH)4]−陰離子也存在。
許多硼酸鹽礦物，如硼砂、硬硼鈣石和鈉硼解石，都是柔軟、易溶，並在蒸發岩環境中發現。 然而有些，如方硼石堅硬且耐風化，更類似於矽酸鹽。
有超過100種不同的硼酸鹽礦物。硼酸鹽礦物包括：
- 四水硼砂 Na2B4O6(OH)2·3H2O
- 硼砂 Na2B4O5(OH)4·8H2O
- 鈉硼解石 NaCaB5O6(OH)6·5H2O
- 硬硼鈣石 CaB3O4(OH)3·H2O
- 方硼石 Mg3B7O13Cl
- 鋁硼鋯鈣石 CaZrAl9O15BO3

## 延伸閱讀
- Stuart J. Mills; Frédéric Hatert; Ernest H. Nickel & Giovanni Ferraris.  (PDF). Eur. J. Mineral. 2009, 21: 1073–1080  [2011-01-24]. doi:10.1127/0935-1221/2009/0021-1994. （原始内容 (PDF)存档于2011-02-17）.
- Ferraiolo, Jim. . webmineral.com.   [2022-11-27]. （原始内容存档于2012-07-19）.
- Hr. Dr. Udo Neumann der Uni-Tuebingen (Systematik der Minerale)

## 外部連結
- 维基共享资源上的相關多媒體資源：硼酸鹽礦物